# 格赖夫斯瓦尔德附近魏滕哈根
魏滕哈根（德語：Weitenhagen）是德国梅克伦堡-前波美拉尼亚州的一个市镇，隶属于前波美拉尼亚-格赖夫斯瓦尔德县。总面积为38.3平方千米，截至2020年总人口为2018人。